# Лулан-Вершан
Лула́н-Верша́н (фр. Loulans-Verchamp) — коммуна во Франции, находится в регионе Франш-Конте. Департамент — Верхняя Сона. Входит в состав кантона Монбозон. Округ коммуны — Везуль.
Код INSEE коммуны — 70309.

## География
Коммуна расположена приблизительно в 330 км к юго-востоку от Парижа, в 27 км северо-восточнее Безансона, в 20 км к югу от Везуля.
По территории коммуны протекают реки Кенош (фр. Quenoche) и Линот (фр. Linotte).

## Население
Население коммуны на 2010 год составляло 473 человека.
| 1962 | 1968 | 1975 | 1982 | 1990 | 1999 | 2010 |
| ---- | ---- | ---- | ---- | ---- | ---- | ---- |
| 374  | 448  | 400  | 406  | 354  | 376  | 473  |

## Экономика
В 2010 году среди 272 человек трудоспособного возраста (15—64 лет) 202 были экономически активными, 70 — неактивными (показатель активности — 74,3 %, в 1999 году было 69,6 %). Из 202 активных жителей работали 188 человек (101 мужчина и 87 женщин), безработных было 14 (4 мужчины и 10 женщин). Среди 70 неактивных 22 человека были учениками или студентами, 26 — пенсионерами, 22 были неактивными по другим причинам.

## Фотогалерея

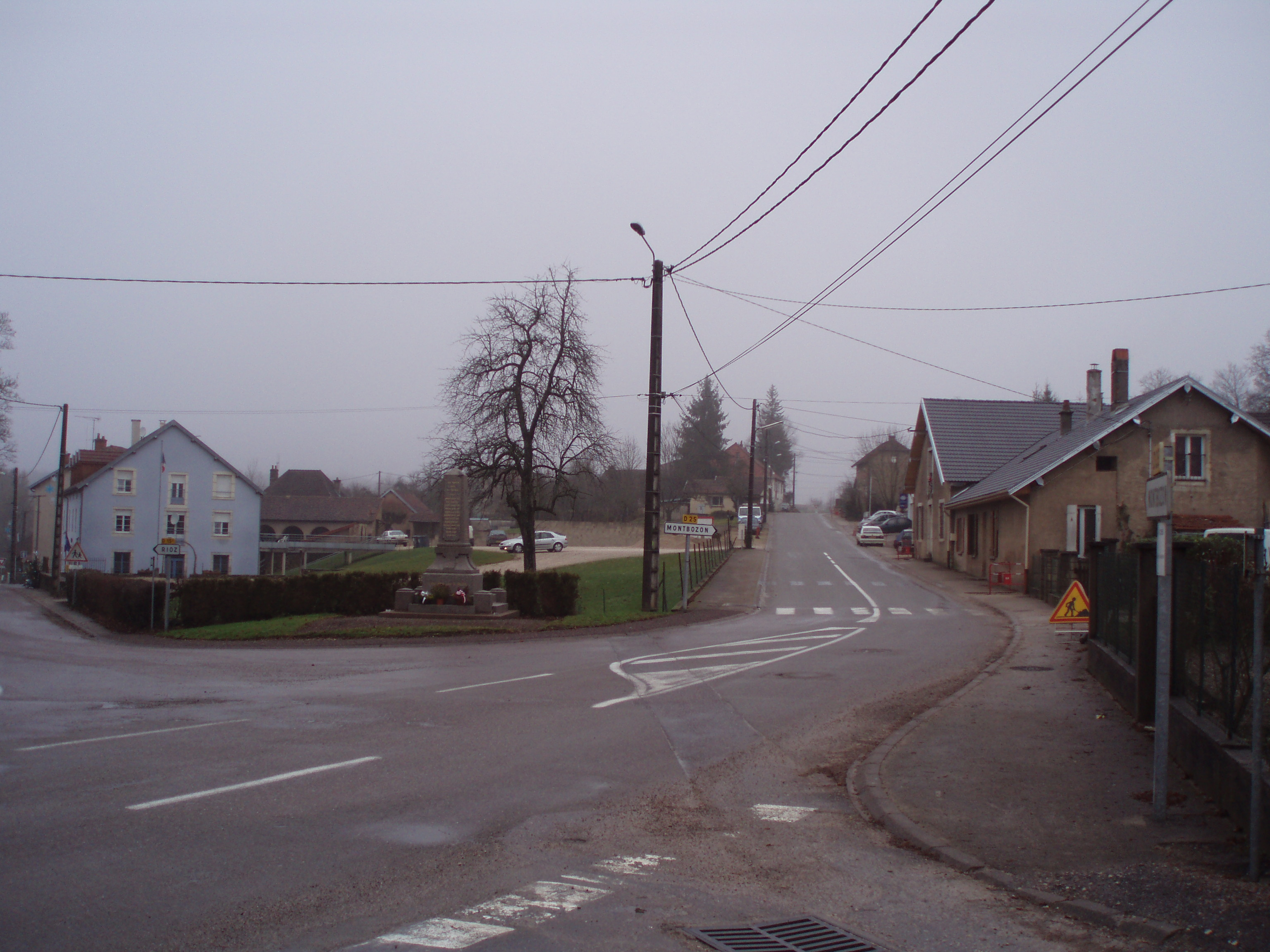
Лулан-Вершан
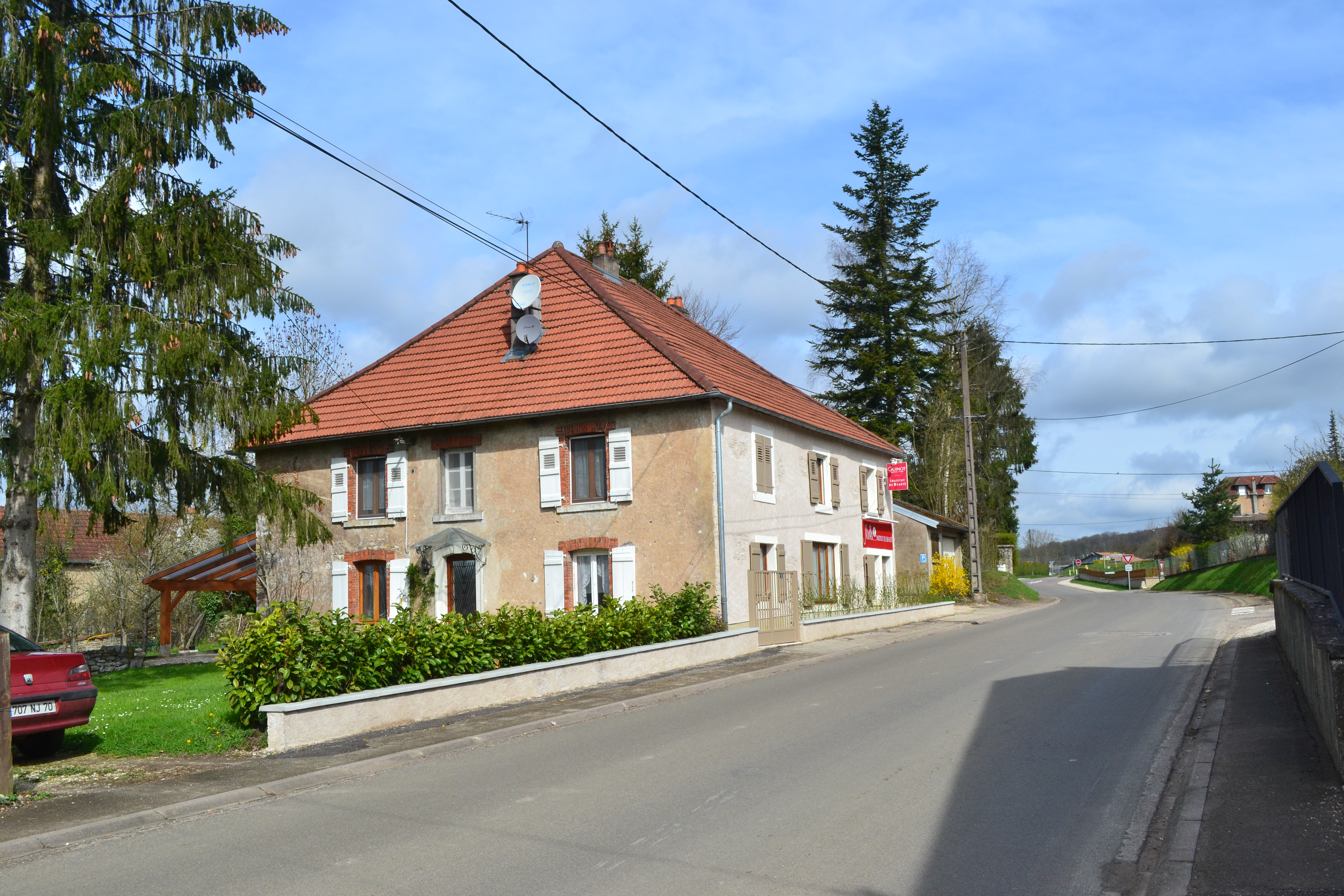
Лулан-Вершан
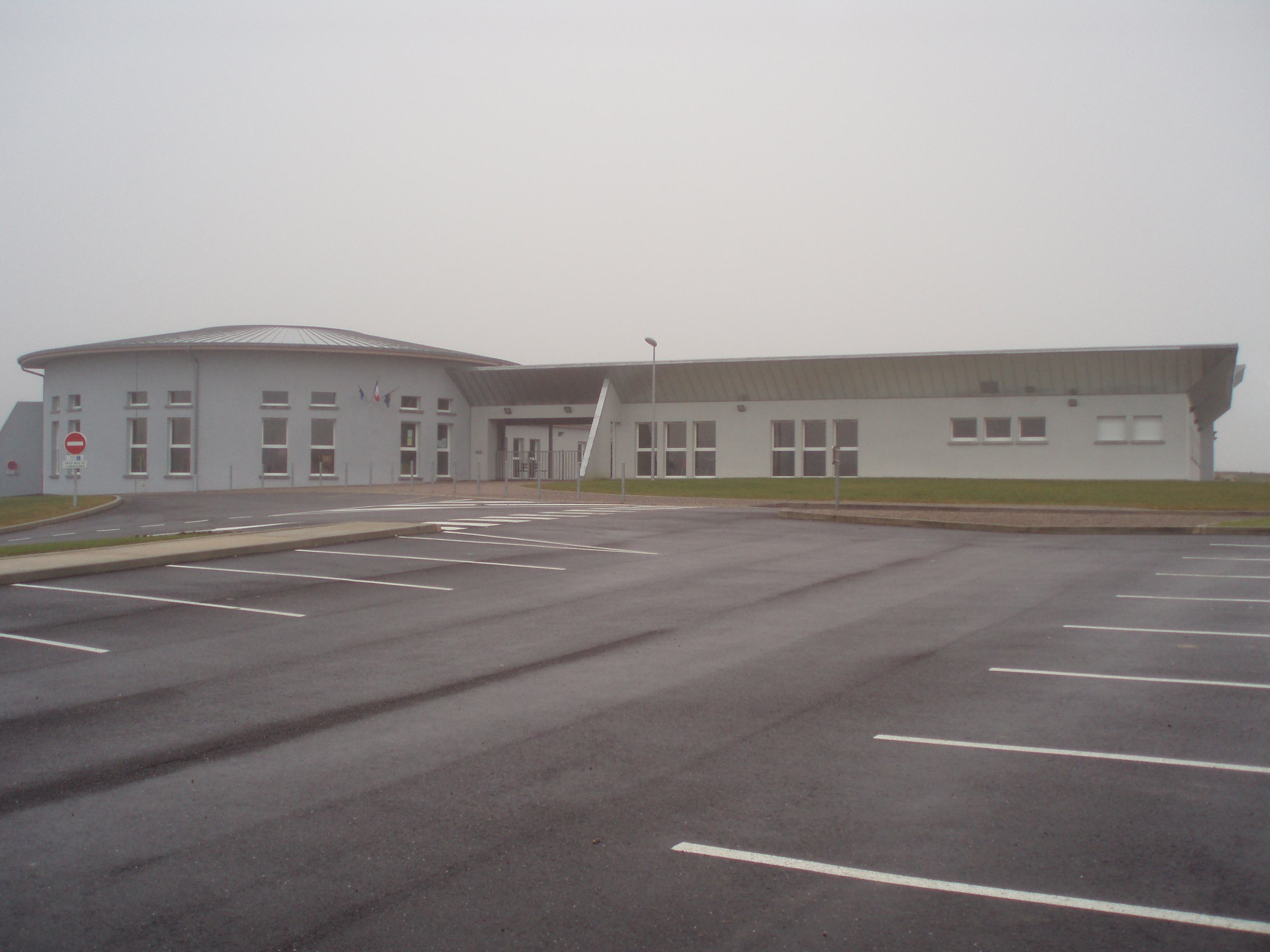
Начальная школа
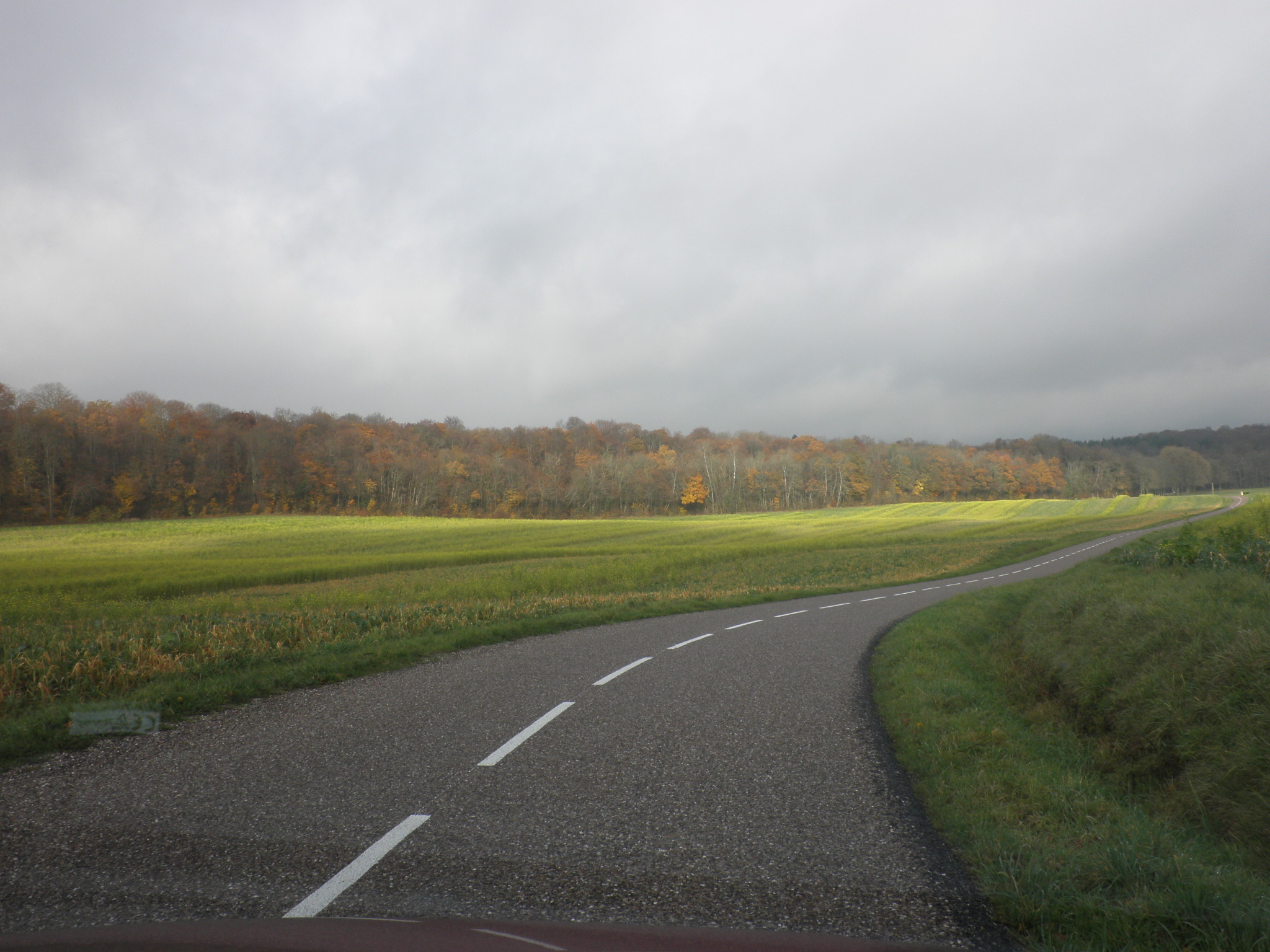
Дорога в Везуль